# Теренс Нілсон
Теренс Нілсон (англ. Terence Neilson, 1956) — канадський яхтсмен.
Бронзовий призер Олімпійських Ігор 1984 року в класі Фінн.